# Pyridin
Pyridin C5H5N (zkratka py vystupuje-li jako ligand) je organická aromatická heterocyklická sloučeninina uhlíku, vodíku a dusíku. Za normálních podmínek se jedná o charakteristicky zapáchající, bezbarvou, hořlavou kapalinu mísitelnou s vodou a ethanolem.
Jeho hydrogenací za zvýšené teploty a katalýzy niklem vzniká piperidin.
Surový pyridin získaný z hnědého uhlí je tmavohnědá kapalina, hořlavá a s hustotou 0,995 g/cm3. Destilační křivka je 95–200 °C. Výpary jsou zdraví škodlivé. Bod vzplanutí je 20 °C. Není náchylný k elektrofilním substitucím, protože pyridinové jádro je velmi dezaktivované. Výborně však probíhají nukleofilní substituce, například s amidem sodným. Každá nová částice však vstupuje do polohy ortho.

## Využití
- k denaturaci
- v gumárenském průmyslu
- při výrobě laků
- při výrobě plastických hmot
- ve farmaceutickém průmyslu
- v průmyslu textilním
- v koželužství